# Maison dite d'Olivier Le Daim
La maison dite d'Olivier Le Daim nommée maison May par la base Mérimée est une maison située à Belley à l'intersection de la rue des Cordeliers et de la rue Saint-Jean.
Elle est ainsi appelée car la maison aurait accueilli Olivier Le Daim, un conseiller du roi Louis XI.

## Présentation
La maison est située dans le département français de l'Ain, sur la commune de Belley. L'édifice est inscrit au titre des monuments historiques en 1971.